# 近藤司
近藤 司（こんどう つかさ、1931年 - 2012年10月10日）は、日本の画家、日本映画の美術デザイナー（美術監督）である。

## 人物・来歴
1931年（昭和6年）、愛媛県に生まれる。
1947年（昭和22年）から越智青山、1948年（昭和23年）から森実公、1950年（昭和25年）からは久保田耕にそれぞれ師事、日本画を学ぶ。
1951年（昭和26年）に新たに設立された宝塚映画製作所（現在の宝塚映像）に入社、映画美術に専念する。1957年（昭和32年）、小田基義監督の劇場用映画『ますらを派出夫会 粉骨砕身す』で美術デザイナーとして一本立ちする。1966年（昭和41年）からは、劇場用映画に平行して、同社が製作するテレビ映画の美術を手がける。1968年（昭和43年）に同社が劇場用映画の製作を停止して以降は、テレビ映画に専念する。
1983年（昭和58年）、同社が経営不振のため解散し、宝塚映像に改組されるが、就任時期は不明であるがこのときまでに同社の取締役に就任している。以降、製作現場でのデザイナーとしてのクレジットは見当たらない。
2001年（平成13年）には、こぶしプロダクションが製作した映画『アイ・ラヴ・フレンズ』、2002年（平成14年）には、宝塚映像が製作したテレビ映画『大和路殺人事件』（女と愛とミステリー）で、それぞれ美術を手がけている。
2010年（平成22年）10月に行われた第11回宝塚映画祭でトークショーに出演。
2012年（平成24年）10月10日、食道癌のため死去。81歳没。
2013年（平成25年）11月9日、第14回宝塚映画祭にて特集上映「FAKE & REAL 美術監督、近藤司の仕事」 が組まれる。

## フィルモグラフィ
特筆以外はすべて美術、製作は特筆以外は宝塚映画、配給は特筆以外は東宝である。

### 劇場用映画
- 『ますらを派出夫会 粉骨砕身す』 : 監督小田基義、1957年5月15日公開
- 『ますらを派出夫会 男なりぁこそ』 : 監督小田基義、1957年5月22日公開
- 『強情親爺とドレミハ娘』 : 監督小田基義、1957年6月26日公開
- 『強情親爺とピンボケ息子』 : 監督小田基義、1957年7月9日公開
- 『口から出まかせ』 : 監督内川清一郎、1958年1月29日公開
- 『お父さんはお人好し 家に五男七女あり』 : 監督青柳信雄、1958年2月18日公開
- 『お父さんはお人好し 花嫁善哉』 : 監督青柳信雄、1958年3月12日公開
- 『喧嘩も楽し』 : 監督青柳信雄、1958年4月15日公開
- 『お笑い夫婦読本』 : 監督青柳信雄、1958年5月13日公開
- 『サザエさんの婚約旅行』 : 監督青柳信雄、1958年8月26日公開
- 『野良猫』 : 監督木村恵吾、1958年11月18日公開
- 『愛情不動』 : 監督佐伯幸三、1959年5月19日公開
- 『爆笑嬢はん日記』 : 監督竹前重吉、1960年4月10日公開
- 『太陽を抱け』 : 監督井上梅次、1960年6月15日公開
- 『若旦那奮戦す』 : 監督竹前重吉、1960年7月26日公開
- 『東海道駕籠抜け珍道中』 : 監督竹前重吉、1960年12月20日公開
- 『東から来た男』 : 監督井上梅次、1961年3月18日公開
- 『われらサラリーマン』 : 監督丸山誠治、1963年11月24日公開
- 『暁の合唱』 : 監督鈴木英夫、1963年12月8日公開
- 『現代紳士野郎』 : 監督丸山誠治、1964年11月21日公開
- 『河内フーテン族』 : 監督千葉泰樹、製作東宝・宝塚映画、1968年5月25日公開
- Regina e o Dragão de Ouro : 監督リベロ・ミゲル、日本・ブラジル合作映画、1973年製作 [9]
- 『アイ・ラヴ・フレンズ』 : 監督大澤豊、製作こぶしプロダクション、配給全国映画センター、2001年10月27日公開

### テレビ映画
特筆以外、製作著作は宝塚映画である。
- 『遊撃戦』 : テレビ映画シリーズ、日本テレビ放送網、1966年10月12日 - 1967年1月5日放映（植田寛と共同）
- 『37階の男』 : テレビ映画シリーズ、日本テレビ放送網、1968年7月28日 - 同年12月29日（菊野満利、藤田哲朗と共同）
- 『マキちゃん日記』 : テレビ映画シリーズ、日本テレビ放送網、1969年10月7日 - 1970年9月27日放映（菊野満利と共同）[10]
- 『藍は愛ゆえに』 : テレビ映画シリーズ、北日本放送、1974年1月4日 - 同年2月放映
- 『愛のファインダー』 : テレビ映画シリーズ、関西テレビ放送、1976年1月8日 - 同年3月25日放映
- 『新・河原町東入ル』 : テレビ映画シリーズ、関西テレビ放送、1977年4月7日 - 同年9月29日放映（福田弘と共同）
- 『どうなってるの!?』 : テレビ映画シリーズ、関西テレビ放送、1977年10月6日 - 1978年3月30日放映（福田弘と共同）
- 『いらっしゃいませ!』 : テレビ映画シリーズ、関西テレビ放送、1980年4月3日 - 同年9月25日放映（福田弘と共同）
- 女と愛とミステリー『大和路殺人事件』 : テレビ映画、監督澤田幸弘、宝塚映像 / テレビ東京、2002年3月3日放映

## 関連事項
- リケロ・ミゲル （pt:Líbero Miguel）

## 註
1. 1 2 3 4  近藤司、京都美術工芸、2010年10月29日閲覧。
2. 1 2 3 4 5  近藤司、日本映画データベース、2010年10月29日閲覧。
3. 1 2  近藤司、森下ガクブチ店、2010年10月29日閲覧。リンク先「映画監督になる」は誤記。
4. 1 2 3 4 5  近藤司、テレビドラマデータベース、2010年10月29日閲覧。
5. ↑  『映画年鑑 1984』、時事映画通信社、1984年、p.292.
6. ↑  第11回宝塚映画祭 プログラム、宝塚映画祭、2010年10月29日閲覧。
7. ↑  訃報:近藤司さん８１歳＝映画美術監督 毎日新聞2012年10月11日閲覧
8. ↑  第13回宝塚映画祭、宝塚映画祭、2013年11月15日閲覧。
9. ↑  Tsukasa Kondo, インターネット・ムービー・データベース （英語）, 2010年10月29日閲覧。
10. ↑  『作品譜 - 劇場用映画・テレビ用映画』、宝塚映像株式会社、1997年11月、p.76.